# Lecher-Leitung
Die Lecher-Leitung, oder auch das Lecher-System, ist eine nach dem österreichischen Physiker Ernst Lecher (1856–1926) benannte Anordnung aus einer Zweidrahtleitung für Resonanzuntersuchungen und als Impedanzanpassung bei hochfrequenten elektrischen Signalen. 

## Aufbau

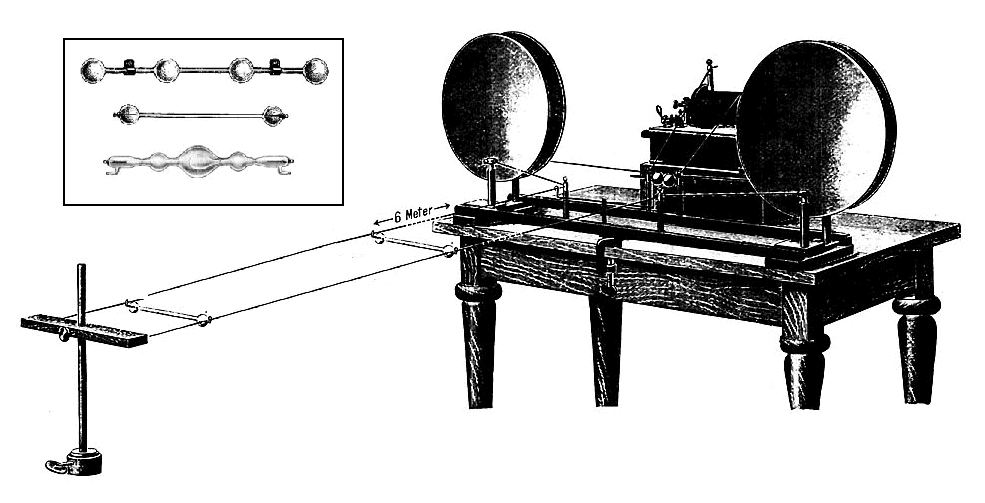
Dieses Stehwellenmessgerät wurde 1888 vom Physiker Ernst Lecher entwickelt, um Wellenlängen und Frequenzen zu messen. Die Abbildung stammt aus einem Katalog für wissenschaftliche Laborausrüstung aus dem Jahr 1904.

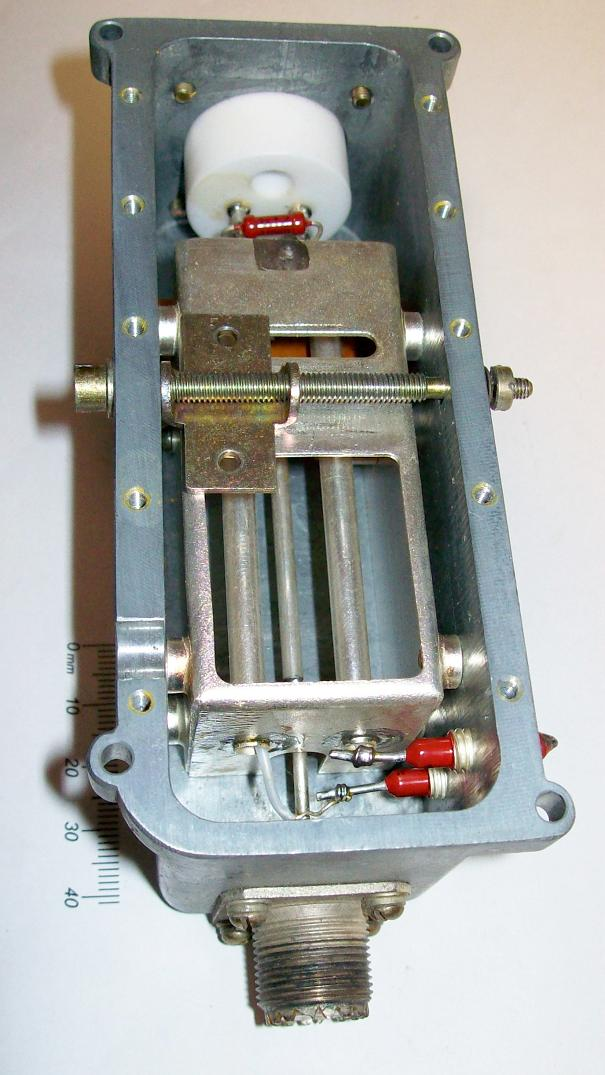
Symmetrischer λ/4-Leitungskreis (dicke Stäbe); dünner Leiter in der Mitte: Antennen-Ankopplung. Deckel und Sendefrequenz-Ankopplung sind entfernt. (Mischer eines FM-Radars, Sowjetunion ca. 1970)

Eine Lecher-Leitung in ihrer ursprünglichen Art besteht aus zwei parallelen Drähten bestimmter Länge, die an ihrem Ende entweder offen oder miteinander verbunden sind. Längs dieses Leitungsstückes bilden sich stehende Wellen entsprechend der speisenden Frequenz aus. Bei ausreichender hochfrequenter Leistung am gespeisten Ende kann man Strombäuche mit Glühlampen und Spannungsbäuche mit Glimmlampen nachweisen.
Zu Anpassungszwecken oder zur Bestimmung einer unbekannten Wellenlänge bzw. Frequenz befindet sich auf der Leitung ggf. ein Kurzschluss-Schieber.
Lecher-Leitungen können als Bandpass oder Bandsperre verwendet werden – die verteilte Kapazität der Leitung bildet mit ihrer Induktivität einen Schwingkreis. Eine Lecher-Leitung kann auch als fehlangepasste, endliche Leitung aufgefasst werden, an deren geschlossenem oder offenem Ende Reflexion stattfindet.
Schaltungen aus symmetrischen oder auch unsymmetrischen Leitungsstücken werden Leitungskreise genannt. Sie sind bei hohen Frequenzen neben Hohlleiter-Anordnungen eine Alternative zu Schwingkreisen und Filtern aus diskreten Bauteilen. Siehe auch Streifenleitung.

## Spezielle Längen

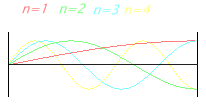
Spannungsverlauf bei Kurzschluss links und freiem Ende rechts
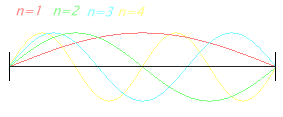
Spannungsverlauf bei beidseitigem Kurzschluss
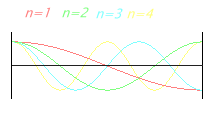
Spannungsverlauf bei beidseitigen freien Enden

Sobald bei Wechselstrom die Leitungslänge etwa 5 Prozent der Wellenlänge übersteigt, dürfen auch kurze Drahtstücke nicht einfach als elektrische Verbindungen betrachtet werden, sondern als Aneinanderreihung von sehr kleinen (infinitesimalen) Induktivitäten, an deren Verbindungspunkten kleine Kapazitäten Ladung speichern können (Leitungsbelag). Die Berechnung muss mit Hilfe der Leitungstheorie erfolgen und die mitunter überraschenden Ergebnisse führen vor allem bei Geräten im Radarbereich zu oft eigenartigen Konstruktionen. Besondere Bedeutung haben die transformierenden Eigenschaften spezieller Längen. Derartige Anordnungen können auch als Topfkreis oder Streifenleiter aufgebaut werden. Wenn die Leitungen wie bei einer „gedruckten Schaltung“ an ein isolierendes Substrat grenzen, muss dessen Verkürzungsfaktor berücksichtigt werden. 

### λ/2-Leitung
Eine Leitung, deren Länge genau der halben Wellenlänge λ der speisenden Frequenz entspricht, transformiert nicht, sondern „überträgt“ die Impedanz – unabhängig von ihrem Wellenwiderstand – von einem Punkt an einen anderen. Dies ändert sich nicht bei Verlängerung um weitere λ/2-Stücke. 
- Falls ein Ende „offen“ ist und deshalb eine sehr hohe Impedanz besitzt, kann man diese auch am anderen Ende messen. Genau diese Eigenschaft zeigt auch ein Halbwellendipol.
- Falls ein Ende mit „Masse“ verbunden ist (in gedruckten Schaltungen ist das die rückseitige Kupferfläche), besitzt auch das andere Ende sehr geringe Impedanz, was man auch als Reihenresonanz oder als virtuellen Kurzschluss bezeichnet. Allgemein erzeugt eine Leitung dieser Länge am Ende immer diejenige Impedanz, die am anderen Ende anliegt.

### λ/4-Leitung
Eine offene Leitung mit der Länge eines ungeradzahligen Vielfachen eines Viertels der Wellenlänge λ wird verwendet, wenn die Impedanz stark geändert werden soll.
- Ist ein Ende direkt oder über einen induktionsarmen Kondensator mit Masse verbunden, misst man am anderen Ende besonders hohe Impedanz, die Leitung wirkt wie ein Parallelschwingkreis und isoliert auf dieser Frequenz besonders gut. Eine λ/4-Leitung ist eine ideale Drossel mit verschwindend geringem Gleichstromwiderstand.
- Ist ein Ende offen, wirkt das andere wie ein virtueller Nullpunkt mit geringerer Impedanz als ein noch so guter Kondensator.

## Anwendungen der λ/4-Leitung

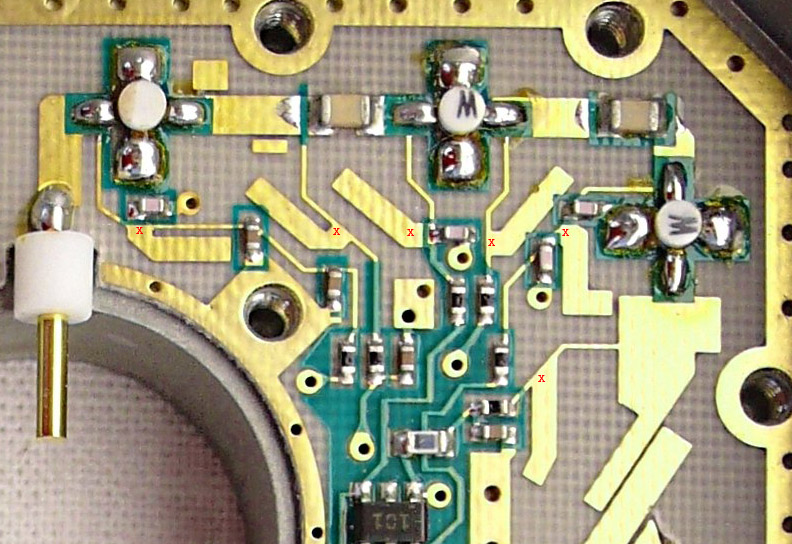
Detailansicht einer LNB-Platine. Sechs λ/4-Leitungen sind mit roten X markiert.

Die Türdichtung eines Mikrowellenherdes beispielsweise ist eine λ/4-Leitung: Da das eingebaute Magnetron auf der Wellenlänge 12 cm sendet, ist der Spalt genau 3 cm tief. Der innere, dem Magnetron zugewandte Rand wirkt für 2,45 GHz wie ein Kurzschluss und verhindert die Abstrahlung von Hochfrequenzenergie.
Eine weitere Anwendung zeigt das Detailbild des Verstärkerteils eines rauscharmen Signalumsetzers (LNBs). Das Signal wird von der Antenne am linken Bildrand aufgenommen, dreistufig verstärkt und durchläuft dann ein Bandfilter, bevor seine Frequenz durch eine Mischdiode (rechts unten außerhalb des Bildes) auf etwa 2 GHz reduziert wird. Im Bild erkennt man einige λ/4-lange, breite Leiterbahnen, deren Startpunkte mit einem roten X markiert sind. Dort wirken sie als virtuelle Massepunkte und ersetzen Abblockkondensatoren gegen Masse. Der Abstand zwischen einem Kollektor und dem Emitter des nachfolgenden Transistors hat jeweils die Länge λ/2.
Geschlossene koaxiale oder Hohlleiter-Anordnungen mit über eine Messschraube bewegtem Kurzschlussschieber dienen der Wellenlängen- bzw. Frequenzmessung im Dezimeter- und Zentimeter-Bereich (siehe Wellenmesser).
Das akustische Analogon zur stehenden elektromagnetischen Welle bei der Lecher-Leitung sind die Kundtschen Staubfiguren. Bassreflex-Gehäuse sind das Analogon zur offenen λ/4-Leitung: Bei der Resonanzfrequenz der Bassreflexbox ist die Auslenkung der Lautsprecher-Membran gering, während am Ende des Bassreflex-Rohres die maximale Schwingungsamplitude herrscht („offenes Ende“).

## Elektrotechnische Beschreibung
Der Kapazitätsbelag {\displaystyle C'} einer Lecherleitung mit den Leiterdurchmessern {\displaystyle d} und dem Abstand zwischen den Leitermittelpunkten {\displaystyle a} ist
{\displaystyle C'=\pi \varepsilon _{0}\varepsilon _{\mathrm {r} }\,{\frac {1}{\operatorname {arcosh} \left({\frac {a}{d}}\right)}}}.
Der Induktivitätsbelag {\displaystyle L'} beträgt
{\displaystyle L'={\frac {\mu _{0}\mu _{\mathrm {r} }}{\pi }}\,\operatorname {arcosh} \left({\frac {a}{d}}\right)}

Zweidrahtleitung (Lecherleitung) mit den Maßen a und d

und somit ist der Leitungswellenwiderstand bei Vernachlässigung des Ableitungsbelags und des Widerstandsbelags:
{\displaystyle Z_{\rm {l}}={\frac {1}{\pi }}{\sqrt {\frac {\mu _{0}\mu _{\mathrm {r} }}{\varepsilon _{0}\varepsilon _{\mathrm {r} }}}}\,\operatorname {arcosh} \left({\frac {a}{d}}\right)}
oder in vereinfachter Form:
{\displaystyle Z_{\mathrm {l} }={\frac {120\,\Omega }{\sqrt {\varepsilon _{\mathrm {r} }}}}\cdot \operatorname {arcosh} \left({\frac {a}{d}}\right)}
mit der Dielektrizitätszahl εr des Isolierstoffes. 